# 마스터셰프 코리아
《마스터셰프 코리아》(Master Chef KOREA, ‘마셰코’)는 1990년 7월 영국의 BBC 방송에서 시작한 'MasterChef'를 원작으로 하여 한국의 CJ E&M에서 한국 판권을 구입하여 제작한 프로그램이다. 원작 '마스터셰프'는 영국에서 큰 인기를 끌자, 미국, 프랑스, 호주, 인도 등 세계 30여개국에서 포맷 구입형식으로 제작되었다. 한국에서는 2011년 3월 미국의 '마스터셰프' 방송을 시작하였으며, 2012년 4월 27일 올리브 채널을 통해서 '마스터셰프 코리아' 첫 방송이 시작되었다. 서바이벌 형식으로 진행되는 마셰코의 우승자에게는 3억원의 상금과 부상(냉장고)이 주어진다.

## 개요
- 시즌 1 2012년 4월 27일 ~ 2012년 7월 20일
  - 시즌 1 최종우승자 : 김승민
    - 시즌 1 top5에 진출한 5인은 올'리브에서 직접 레스토랑은 운영하는 프로그램인 5pening에 출연하게 되었다.

- 시즌 2 2013년 5월 10일 ~ 2013년 8월 2일
  - 시즌 2 최종우승자 : 최강록
    - 최강록은 올'리브에서 자신의 이름을 건 프로그램인 최강식록을 진행하게 되었다.

- 시즌 3 2014년 5월 10일 ~ 2014년 8월 2일
  - 시즌 3 최종우승자 : 최광호

- 시즌 4 2016년 3월 3일 ~ 2016년 5월 19일
  - 시즌 4 최종우승자 : 김정현

## 순위

### 시즌1
| 순위 | 이름   | 소속                                           |
| ---- | ------ | ---------------------------------------------- |
| 1    | 김승민 | 모리노 아루요                                  |
| 2    | 박준우 | 오트뤼, 알테르에고, 前오그랑베르, 前오쁘띠베르 |
| 3    | 서문기 | 한성집, 휴블랑, 비스트로불란서                 |
| 3    | 유동율 | 오미식당IFC몰점, 오미식당MBC몰파크점           |
| 3    | 김태욱 |                                                |
| 6    | 오보아 |                                                |
| 7    | 박성호 |                                                |
| 7    | 달라스 | Marjorie                                       |
| 9    | 김미화 | 먼데이블루스, 맘마미아                         |
| 9    | 윤아름 | 비스트로앤트로                                 |
| 11   | 배동걸 | 두 셰프의 포차                                 |
| 12   | 박소진 | 소정담찬                                       |
| 13   | 박지윤 |                                                |
| 14   | 하정숙 | 큰집찬방                                       |
| 15   | 에디   | 더잭키잔그룹코리아                             |

### 시즌2
| 순위 | 이름     | 소속                                                                                         |
| ---- | -------- | -------------------------------------------------------------------------------------------- |
| 1    | 최강록   | 미우야, 前136길육미, 식당Neo(미타우동)                                                       |
| 2    | 김태형   | 성수연방, 래몽래인                                                                           |
| 3    | 왕옥방   | 前왕마마                                                                                     |
| 3    | 최석원   | 1979, 인리원                                                                                 |
| 5    | 김경민   | 본와규, 136길육미                                                                            |
| 5    | 김하나   |                                                                                              |
| 7    | 구츠구츠 | 국제조리산업협회, 前동대문                                                                   |
| 8    | 이예진   |                                                                                              |
| 9    | 정영옥   |                                                                                              |
| 10   | 윤리     | 인리원, 일마레, 꼬세                                                                         |
| 11   | 김영준   | 한국조리협회, KR산업, 원광보건대, 前마린셰프라운지, 前에이젠에프브이, 前밀레니엄서울힐튼호텔 |
| 12   | 최보연   |                                                                                              |
| 13   | 우덕미   |                                                                                              |
| 14   | 이기선   | 수부칸, 초량동칼잽이                                                                         |

### 시즌3
| 순위 | 이름     | 소속                       |
| ---- | -------- | -------------------------- |
| 1    | 최광호   | SPEEKER                    |
| 2    | 국가비   |                            |
| 3    | 홍다현   | Tony Burger                |
| 3    | 고재키   |                            |
| 5    | 정유석   | AK플라자                   |
| 5    | 이창수   | 에그당, 마스터키친, 마루쿠 |
| 7    | 강형구   | 에그당, 마스터키친, 마루쿠 |
| 8    | 원향란   | Won's 쿠킹스튜디오         |
| 9    | 윤민후   | 향수Nostalgia              |
| 10   | 전봉현   | 어쩌다마주친               |
| 11   | 김민준   |                            |
| 12   | 김가은   |                            |
| 13   | 강클로이 |                            |
| 14   | 윤세찬   | NICEabc                    |

### 시즌4
| 순위 | 이름     | 소속                             |
| ---- | -------- | -------------------------------- |
| 1    | 김정현   | Jenny's Apron                    |
| 2    | 옥영민   |                                  |
| 3    | 김지희   |                                  |
| 3    | 이혜승   | 前French bistro "42M2"           |
| 3    | 오스틴강 | 몬스터, 몰프, 오지나, 前엘레브   |
| 6    | 케빈 킴  |                                  |
| 6    | 장대건   | 아울로스                         |
| 8    | 손영국   |                                  |
| 9    | 남의철   | 딥앤하이스포츠, 前UFC, 前Road FC |
| 10   | 이은선   | 미니샤브                         |
| 11   | 강수연   |                                  |
| 11   | 정찬혁   |                                  |
| 13   | 범대원   | 버뮤다삼각지                     |
| 13   | 서양순   |                                  |
| 15   | 구태근   |                                  |
| 16   | SOF      | DIA TV, JH, 前아프리카TV, 前SOF  |